# Samuel Zauber
Samuel Zauber (Temesvár, 9 de gener de 1901 - Jerusalem, 10 de juny de 1986 ) fou un futbolista romanès de la dècada de 1930.
D'ascendència jueva, va ser futbolista del club Maccabi Bucureşti.
Fou internacional amb Romania i disputà el Mundial de 1930 i la Copa dels Balcans.